# Longueval-Barbonval
Longueval-Barbonval är en kommun i departementet Aisne i regionen Hauts-de-France i norra Frankrike. Kommunen ligger  i kantonen Braine som ligger i arrondissementet Soissons. År 2018 hade Longueval-Barbonval 492 invånare.

## Befolkningsutveckling
Antalet invånare i kommunen Longueval-Barbonval
Referens: INSEE